# Іжорський батальйон
«Іжорський батальйон» (рос. «Ижорский батальон») — російський радянський чорно-білий художній фільм, поставлений на Кіностудії «Ленфільм» в 1972 році режисером Геннадієм Казанським. Героїчна кіноповість.

## Зміст
Це героїчна кіноповість про тих, хто боровся проти фашистів за свої землі, свободу, народ і близьких людей. Працівники Іжорського заводу, як і інші місцеві цього краю, об'єднані в батальйон, воювали з гітлерівською армією і брали участь у вирішальних битвах.

## Ролі
- Віктор Жуков — Коля Матвєєв
- Ірина Юревич — Лена Снегірьова
- Сергій Присельков — Чайка
- Борис Чирков — Іванко
- Сергій Плотников — Паша
- Василь Корзун — Віктор Андрійович Андрієв, начальник штабу
- Вадим Яковлев — Сергей Петрович, секретарь парткома
- Леонід Неведомський — командир батальйону, майор
- Гліб Селянин — комісар батальйону
- Георгій Куликов — Геннадій Вікентійович, вчитель
- Інна Кондратьєва — Анна Олексіївна, мати Олени
- Михайло Храбров — Федір Іванович, батько Колі

| - Н. Аксельбант — епізод - Олександр Бершадський — епізод - Дмитро Безсонов — німецький офіцер - Ніна Василькова - Л. Григор'єва — епізод - Михайло Катерининський — піаніст - Олексій Колобов - Павло Кашлаков — офіцер - Віра Кузнєцова — тітка Даша - О. Ларіонов — епізод - Володимир Летенков — Олексій Потапов - Володимир Лисецький — Микита Потапов | - Олександр Липов — батько Ані - Володимир Марьєв — Степан Васильович Потапов - М. Матвієва — епізод - Т. Напрієнкова — епізод - Валентина Пугачова — Ніна, сандружинниця - Олексій Селезньов — епізод - Костянтин Смирнов — епізод - Рудольф Челіщев - Тамара Уржумова — Варя Андрієва, дружина Віктора Андрійовича - Я. Ельтерман — епізод |

- У зйомках фільму брали участь колишні бійці і командири Іжорського батальйону і робітники заводу.

## Знімальна група
- Автори сценарію - Сергій Давидов, Олег Шестинський, Геннадій Казанський
- Постановка - Геннадія Казанського
- Головний оператор - Володимир Бурикін
- Головний художник - Семен Малкін
- Композитор - Надія Симонян
- Звукооператор - Ігор Вигдорчик
- Режисер - В. Степанов
- Оператори - А. Бахрушин, А. Кудрявцев
- Монтаж - Людмили Образумовой
- Редактор - Ірина Тарсанова
- Художники: 
  - По костюмах - Л. Дудко
  - По гриму - Л. Компанієць
- Декоратори - Т. Воронкова, Олексій Шкеле
- Асистенти: 
  - Режисера - Г. Черняєв, М. Полинова
  - Оператора - Е. Кудрявцева, Д. Гаращенков, А. Торговкін
- Комбіновані зйомки: 
  - Оператор - Михайло Покровський
  - Художник - Юрій Боровков
- Симфонічний оркестр Ленінградської державної філармонії
  - Диригент - А. Трифонов
- Консультанти:
  - Генерал-лейтенант А. І. Грибков
  - Колишній командир Іжорского батальйону Г. В. Водоп'янов
- Директор картини - Микола Нейолов

## Цікаві факти
Зйомки проходили в Колпіно і в цехах Іжорського заводу. Тоді в багатьох місцях міста і заводу були встановлені декорації військової пори. За спогадами актора В. Корзуна, «зйомки проходили на заводі за участю тих, хто колись у війну молодими працював і захищав рідний завод, Ленінград».
В руках у фашистів, що атакували окопи іжорців (на п'ятдесятій хвилині), можна побачити автомати АК-47, які зовні схожі з німецькими  МР-43, надійшли на озброєння в 1943 році і не існували в 1941.